# Amundsen (cràter)

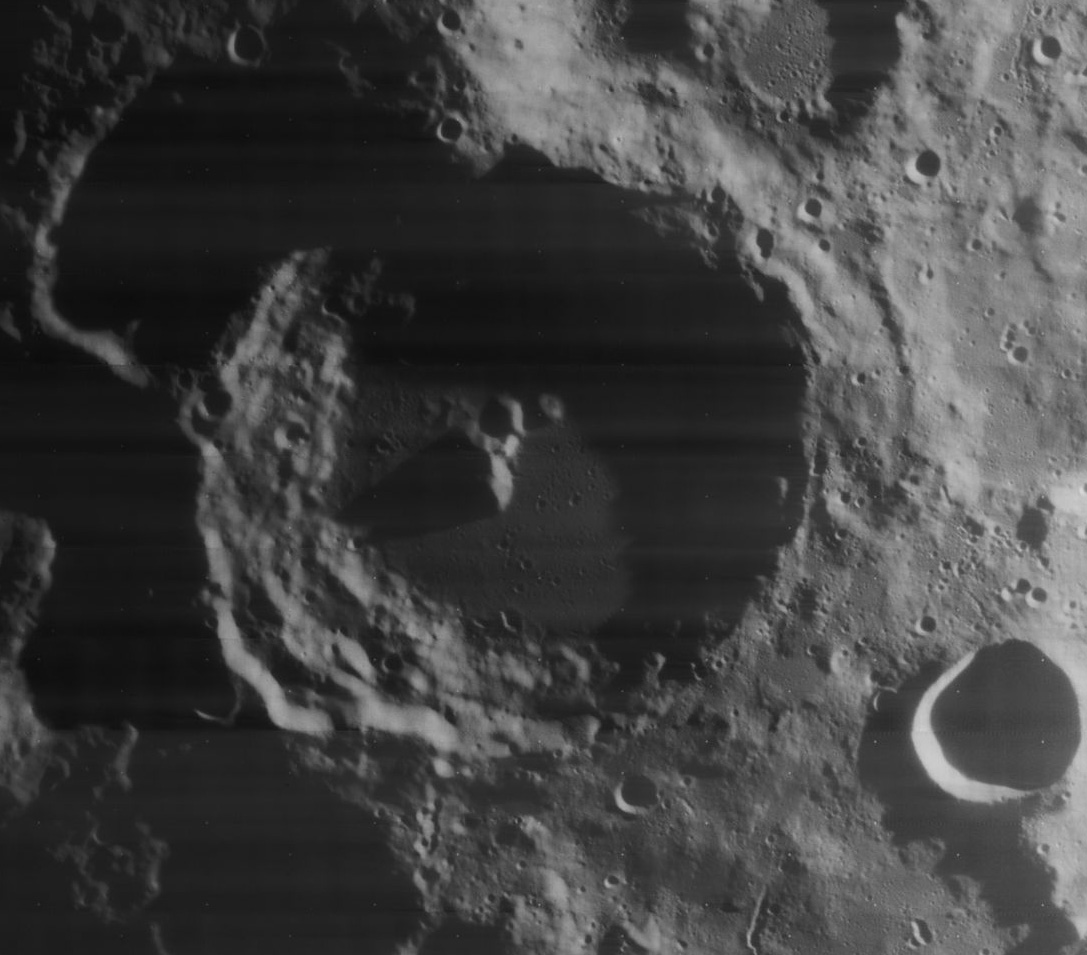
Lunar Orbiter 4 image (1967)

Amundsen és un gran cràter lunar situat a prop del pol sud de la Lluna, amb el nom de l'explorador noruec Roald Amundsen. Es troba a l'extrem lunar sud, i un observador de la Terra el veu de costat. Al nord-oest hi ha el cràter Scott, una formació de dimensions similars que ha rebut el nom d'un altre explorador antàrtic. Nobile està unit a la vora occidental.
La vora d'Amundsen es distingeix lleugerament per la vora sud, i la superfície interior aterrassada és més àmplia en aquell punt que en altres llocs de la paret exterior. El cràter se sobreposa a una formació de cràters més petita al nord-oest, i Amundsen A s'uneix a la vora nord-occidental. Just al sud d'Amundsen hi ha el cràter més petit Faustini.
El sòl interior és relativament pla, amb un parell de cims centrals a prop del punt mig. La majoria de les plantes del sòl estan més clares a l'ombra durant el dia lunar; només el sòl sud i els cims centrals reben la llum del sol.

## Cràters satèl·lits
Per convenció, aquestes característiques s'identifiquen en els mapes lunars localitzant la lletra en el punt mitjà de la vora del cràter que es troba més proper a Amundsen.
El cràter anteriorment anomenat Amundsen A és actualment conegut com a Hédervári.
| Feature                 | Latitud | Longitud | Diàmetre | Ref   |
| ----------------------- | ------- | -------- | -------- | ----- |
| Amundsen A (reanomenat) | 81.8° S | 83.1° E  | —        | WGPSN |
| Amundsen C              | 80.7° S | 83.2° E  | 24.22 km | WGPSN |